# Regione di Sviluppo Centrale
La regione di Sviluppo Centrale (nepalese: मध्यमाञ्चल, trasl. Madhyamāñcala ) era una regione di sviluppo del Nepal di 8.031.629 abitanti (2001), che aveva come capoluogo Hetauda. 
Come tutte le regioni di sviluppo è stata soppressa nel 2015; il suo territorio ora fa parte delle province di Bagmati e di Madhesh.

## Geografia antropica

### Suddivisioni amministrative
La regione era suddivisa in 3 Zone (per un totale di 19 distretti):
- Zona di Bagmati, raggruppante gli 8 distretti di:
  - Bhaktapur,
  - Dhading,
  - Katmandu,
  - Kavrepalanchok,
  - Lalitpur,
  - Nuwakot,
  - Rasuwa,
  - Sindhupalchok;
- Zona di Janakapura, raggruppante i 6 distretti di:
  - Dhanusha,
  - Dolkha,
  - Mahottari,
  - Ramechhap,
  - Sarlahi,
  - Sindhuli;
- Zona di Narayani, raggruppante i 5 distretti di:
  - Bara,
  - Chitwan,
  - Makwanpur,
  - Parsa,
  - Rautahat.